# Йохан Кристоф Бах (1671 – 1721)
Вижте пояснителната страница за други личности с името Йохан Кристоф Бах.
Вижте пояснителната страница за други личности с името Бах.
Йохан Кристоф Бах (на немски: Johann Christoph Bach) е немски композитор, по-голям брат на композитора Йохан Себастиан Бах. Той учи музика в Ерфурт при Йохан Пахелбел, а библиотеката му притежава творби както на учителя му, така и на Йохан Якоб Фробергер и Йохан Каспар Керл. През 1690 г. започва работа като органист в църквата „Св. Михаил“ в Ордурф (Michaeliskirche). През 1694 г. се жени.
Известен е следният разказ на Мизлер. Йохан Кристоф пази в шкафа си тетрадка с ноти на известни по това време композитори, но въпреки молбите на Йохан Себастиан, той не му дава да я разгледа. Младият Бах успява веднъж да извади от заключения шкаф тетрадката и в продължение на половин година на лунна светлина преписвал нотите. Когато работата е приключена, по-големият брат намира копието и му го отнема.